# Veikko Karvonen
Veikko Leo Karvonen, född 5 januari 1926 i Sakkola, död 1 augusti 2007 i Åbo, var en finländsk friidrottare.
Karvonen blev olympisk bronsmedaljör på maraton vid sommarspelen 1956 i Melbourne.